# PICASSO (遠隔操作無人探査機)
PICASSO(Plankton Investigatory Collaborating Autonomous Survey System Operon、マリンスノー及び中・深層性浮遊生物と環境要因の同時調査システム)は海洋研究開発機構が研究・開発を行っているUntethered Remotely Operated Vehicle(無索遠隔操作機)である。

## 概要
PICASSOは水深約200m〜1,000mの深海域の生態系をより正確に調査する目的で開発されたUntethered Remotely Operated Vehicle(無索遠隔操作機)でハイビジョンカメラや深海現場調査用実体顕微鏡(ビジュアル・プランクトンレコーダー：VPR)を装備する。UROV形式探査ロボットとしては世界で最初に深海生物の姿をハイビジョン映像で撮影することに成功した。
画像の伝送には有線の光ファイバーを使用する。電力は蓄電池から供給される。

## 各種装置
- ハイビジョンカメラ
- 深海現場調査用実体顕微鏡